# Dominicaanse Republiek op de Olympische Zomerspelen 1980
De Dominicaanse Republiek nam deel aan de Olympische Zomerspelen 1980 in Moskou, Sovjet-Unie. Net als tijdens de vier eerdere deelnames werd geen medaille gewonnen.

## Deelnemers en resultaten

### Atletiek
| Olympiër         | Onderdeel       | Resultaat | Prestatie                                          |
| ---------------- | --------------- | --------- | -------------------------------------------------- |
| Francisco Solis  | 100m (m)        | 27e       | serie 5: 4de in 10,53 kwartfinale 2: 8ste in 10,57 |
| Francisco Solis  | 200m (m)        | 31e       | serie 4: 3de in 22,16 kwartfinale 3: 8ste in 21,75 |
|                  |                 |           |                                                    |
| Marisela Peralta | 100m horden (v) | 18e       | serie 1: 7de in 14,18                              |

### Boksen
| Olympiër    | Onderdeel | Resultaat | Prestatie                                              |
| ----------- | --------- | --------- | ------------------------------------------------------ |
| Andres Tena | -54kg (m) | 17e       | 1ste ronde: vrij 2de ronde: V van URS Khachatrian: 0-5 |

### Gewichtheffen
| Olympiër        | Onderdeel  | Resultaat | Prestatie                                                        |
| --------------- | ---------- | --------- | ---------------------------------------------------------------- |
| Mario Rodríguez | -110kg (m) | 17e       | trekken: 12de met 125kg stoten: 12de met 162,5kg totaal: 287,5kg |

### Schoonspringen
| Olympiër              | Onderdeel     | Resultaat | Prestatie                          |
| --------------------- | ------------- | --------- | ---------------------------------- |
| Reynaldo Castro       | 3m plank (m)  | 18e       | voorronde: 18de met 469,64 punten  |
| Cesar Augusto Jiménez | 10m toren (m) | 18e       | voorronde: 21ste met 369,09 punten |

Afghanistan · Algerije · Andorra · Angola · Australië · België · Benin · Birma · Botswana · Brazilië · Bulgarije · Colombia · Congo-Brazzaville · Costa Rica · Cuba · Cyprus · Denemarken · Dominicaanse Republiek · Duitse Democratische Republiek · Ecuador · Ethiopië · Finland · Frankrijk · Griekenland · Groot-Brittannië · Guatemala · Guinee · Guyana · Hongarije · Ierland · IJsland · India · Irak · Italië · Jamaica · Joegoslavië · Jordanië · Kameroen · Koeweit · Laos · Lesotho · Libanon · Liberia · Libië · Luxemburg · Madagaskar · Mali · Malta · Mexico · Mongolië · Mozambique · Nederland · Nepal · Nicaragua · Nieuw-Zeeland · Nigeria · Noord-Korea · Oeganda · Oostenrijk · Peru · Polen · Portugal · Puerto Rico · Roemenië · San Marino · Senegal · Seychellen · Sierra Leone · Sovjet-Unie · Spanje · Sri Lanka · Syrië · Tanzania · Trinidad en Tobago · Tsjecho-Slowakije · Venezuela · Vietnam · Zambia · Zimbabwe · Zweden · Zwitserland